# Mesolestes scapularis
Mesolestes scapularis es una especie de escarabajo de la familia Carabidae.

## Distribución geográfica
Se distribuye por la península ibérica (España y Portugal) y el norte del Magreb.